# Leftöver Crack
Leftöver Crack è un gruppo musicale statunitense formatosi nel 1999 sulle ceneri del gruppo Choking Victim.

## Storia del gruppo
Il loro esordio avviene nel 2001 con un album che, pronto da mesi, ritardò la sua uscita per via della polemica con la casa discografica sul titolo. Alla fine venne variato da Shoot the Kids at School in Mediocre Generica e venne rivisto anche il lavoro sul booklet.
Nel 2004 pubblicano Fuck World Trade che è incentrato sulle conseguenze dell'attentato dell'11 settembre alle Torri Gemelle.

## Formazione

### Formazione attuale
- Scott "Stza" Sturgeon - voce
- Ezra "Tryla-G" Kire - chitarra e voce
- Brad "Minus" Logan - chitarra e voce
- Alec "Osama Bin Laden" Baillie - basso
- Candy - batteria

### Ex componenti
- Ara Babajian - batteria (1999-2001)

## Discografia
- 2001 - Mediocre Generica
- 2004 - Fuck World Trade
- 2004 - Rock the 40 Oz: Reloaded
- 2015 - Constructs of the State